# Покахонтас
Матоака або Матоак, відома як Покахо́нтас (близько 1595, Вірджинія — березень 1617, Грейвсенд) — індіанська принцеса племені повхатанів, яка зіграла значну роль у становленні першої англійської колонії у Вірджинії, перейшовши у суспільство та віру колоністів. Її шлюб із англійцем Джоном Рольфом став підставою миру між повхатанами та колоністами, хоча більший відгук отримали її попередні стосунки з Джоном Смітом. Здійснила з родиною та групою одноплемінників плавання до Англії, де прожила рік.
Попри раптову і ранню смерть, ще за життя стала символом можливості мирних стосунків між жителями Старого та Нового світів. Вважається національною героїнею США.

## Імена
Покахонтас мовою племен групи алгонкінів означає «неслухняна», «пустунка». При народженні отримала ім'я Амонут і пізніше Матоака.
Охрещена під іменем Ребекка.

## Біографія
Народилася близько 1595 року в родині Вахунсенаки, знаменитого вождя індіанців племені повхатанів, який зумів об'єднати під своєю владою понад 30 племен (близько 20 тисяч осіб), які жили на узбережжі Атлантики.

У 1606 році у Вірджинії було засновано перше постійне поселення британських колоністів у Північній Америці — Джеймстаун. Нова колонія спочатку не могла забезпечити себе всім необхідним, насамперед продовольством, і потребувала торгівлі з корінним населенням. Однак відносини з індіанцями не складалися, постійно відбувалися сутички і конфлікти з вбивствами. Покахонтас було 10 або 11 років, коли вона вперше познайомилася з колоністами, які оселилися в районі Чесапікської затоки в 1607 році. Хоча вона могла мати привілеї як дочка вождя, проте опанувала звичайними для жінок її племені заняттями: фермерством, збиральництвом, будівництвом житла, виготовленням одягу, обробкою м'яса.

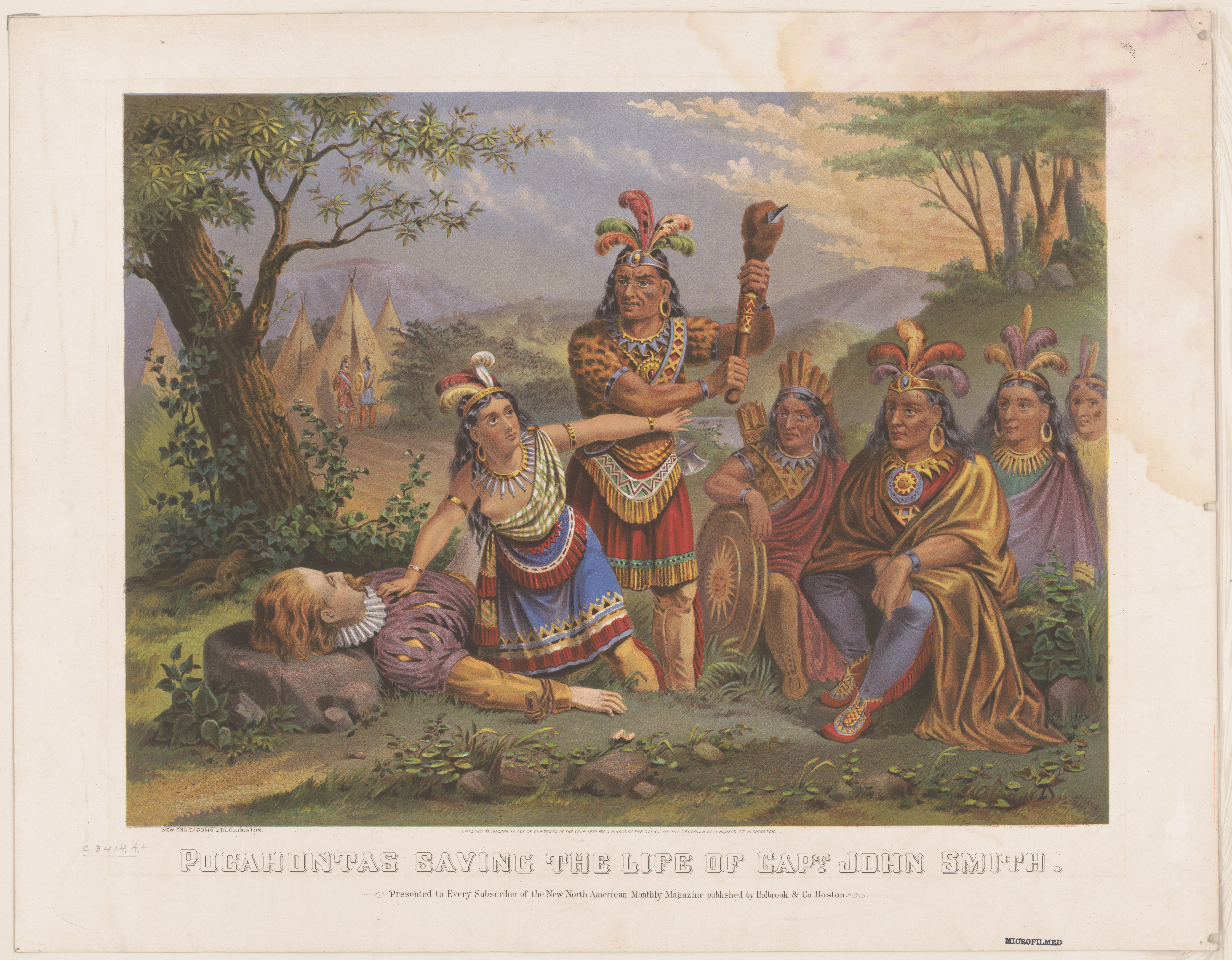
Покахонтас рятує життя Смітові. Хромолітографія, 1870 р.

У грудні 1607 року один з керівників Джеймстауна, Джон Сміт, під час вилазки за продовольством був захоплений у полон індіанцями. Однак незабаром він повернувся в селище. Обставини його порятунку відомі зі слів самого Сміта. Вождь Вахунсенака намірився його вбити кийком, проте несподівано на захист Сміта виступила донька вождя Покахонтас, підставивши під удар свою голову. Вождь не зміг відмовити дочці, й Джон Сміт благополучно повернувся додому. Критичні версії припускають, що Сміт вигадав цю історію, або сприйняв за намір убивства якийсь дружній звичай.
Після того, як Сміт повернувся до форту, Покахонтас стала часто відвідувати колонію. Її доброзичливе ставлення позитивно вплинуло на англійців і конкуренція за землю і природні ресурси між індіанцями й прибульцями так і не перейшла у відкриту війну. В 1609 році вона попередила англійців про засідку. Хоча в подальшому Покахонтас і Сміт описувалися як взаємно закохані, сам Сміт за життя вважав її любов «сестринською».
Після повернення Сміта до Англії наприкінці 1609 року через звинувачення в заколоті, відносини між колоністами та повхатанами погіршилися. Англійці повідомили Покахонтас, що Сміт помер. Наступні чотири роки вона не поверталася до колонії.

### Перехід до колонії

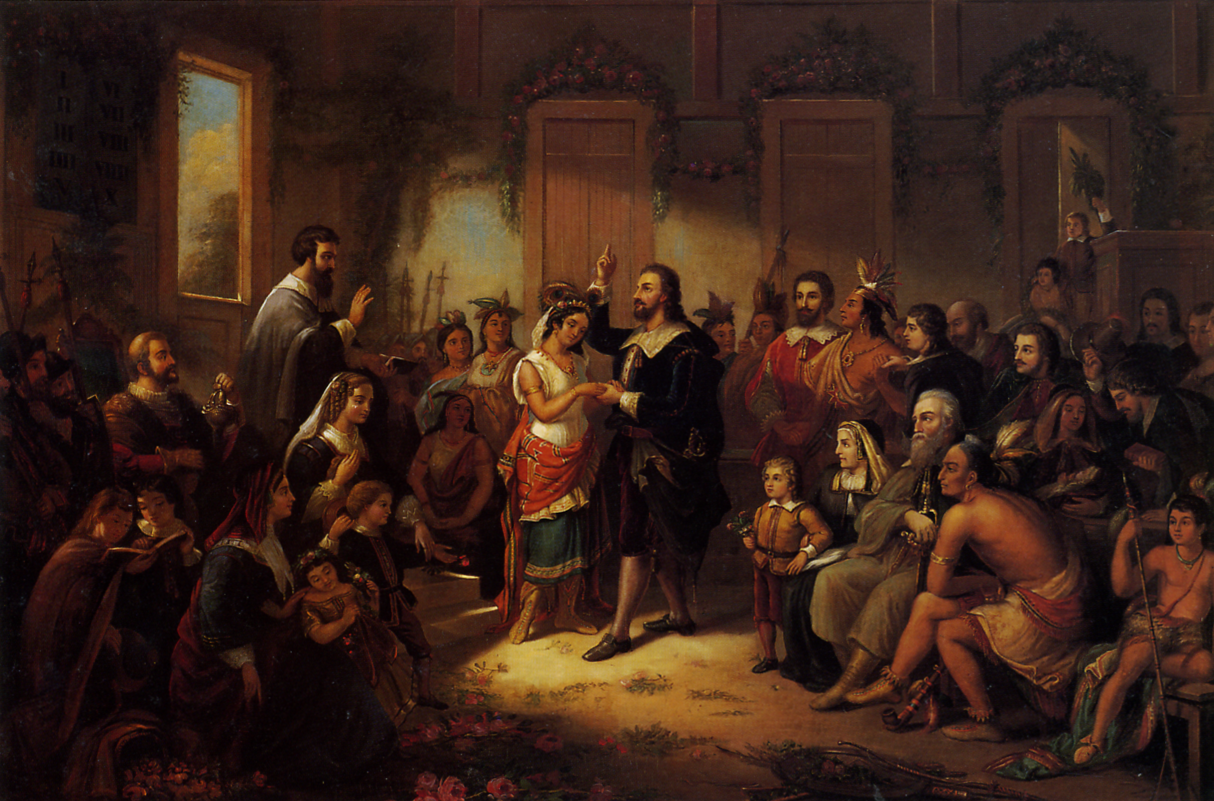
Весілля Покахонтас. Картина Вільяма Расмуссена, 1855 р.

Навесні 1613 року сер Семюел Аргалл захопив її в полон, сподіваючись використати для обміну на полонених англійців і викраденої англійської зброї та інструментів. Аргалл здійснив це, вступивши в змову з Япазеєм, вождем племені патавомек, якого відвідувала Покахонтас. Япазей і його дружина заманили Покахонтас на корабель Аргалла, де Аргал утримував її, поки не зміг відвезти в Джеймстаун. Хоча батько Покахонтас погодився звільнити сімох англійських полонених, він не повернув зброю та інструменти й відмовився вести подальші переговори. Покахонтас перевезли з Джеймстауна до англійського поселення Генрікус.
У Генрікусі Покахонтас перебувала під опікою священника на ім'я Александр Вітакер, дізналася про християнство, англійську культуру та навчилася розмовляти англійською. Покахонтас була навернена в християнство та охрещена іменем Ребекка, ставши першою християнкою свого племені. Вона прийняла пропозицію вийти заміж від вдівця Джона Рольфа, заможного плантатора тютюну, щоб шлюб став гарантією миру між індіанцями та англійцями. Проте, згідно з переказом повхатанів, і розповіддю одного колоніста, Покахонтас раніше була одружена з одноплемінцем на ім'я Кокум, з яким могла розлучитися (це дозволялося за звичаями її племені).
Губернатор Вірджинії, сер Томас Дейл, і вождь повхатанів погодилися на шлюб, який відбувся у квітні 1614 року. Після одруження обидві сторони дотримувалися миру, поки батько Покахонтас був живий. Два роки Покахонтас жила з Джоном Рольфом, народила сина Томаса.

### Лондон

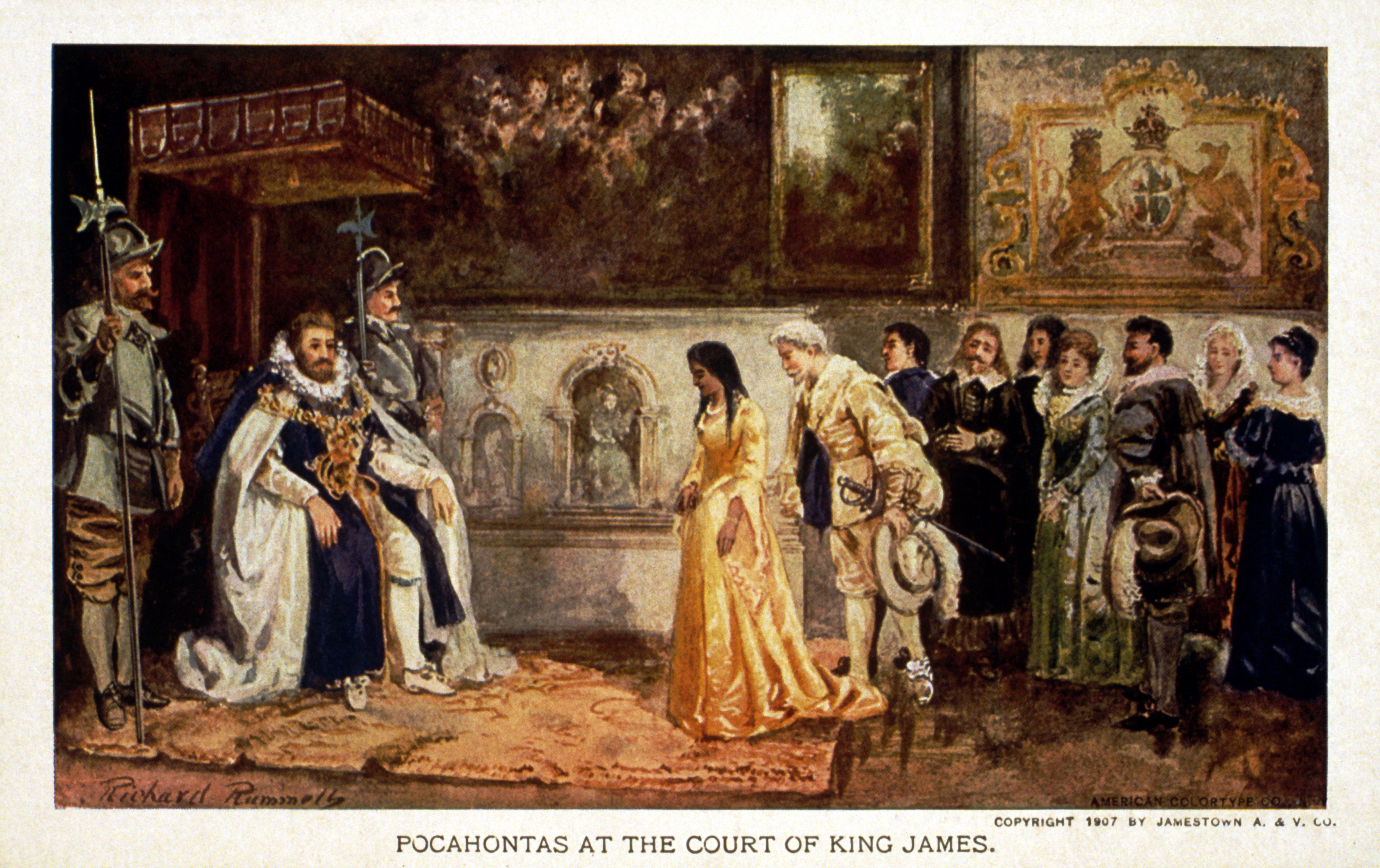
Покахонтас при дворі короля Якова I. Картина Річарда Раммела, 1907 р.

Через два роки губернатор Вірджинії забрав родину Рольфа до Англії. Його метою було пропагувати там успіхи Джеймстауна та отримати підтримку від короля Якова I й інвесторів. У 1616 році Покахонтас з чоловіком і сином та ще 10 індіанців вирушили в Англію. 12 червня вони прибули в порт Плімут, потім перебралися до Лондона. Тоді в Лондоні жив врятований Покахонтас 9 років тому Джон Сміт. Він написав королеві Анні прохання, щоб до Покахонтас ставилися з повагою, бо якщо з нею поводитимуться погано, то її «теперішня любов до нас і християнства може перетворитися на... презирство та гнів», і Англія може втратити шанс «заслужено мати Королівство за її допомогою».
Під час її подорожі до Англії до Покахонтас ставилися привітно. Вона навіть зустрілася з королем і королевою в січні 1617 року під час маскараду.

### Смерть
У березні 1617 року Джон Рольф, вважаючи свою місію в Англії виконаною, разом із сім'єю і супутниками сів на судно до Вірджинії. Але не встигли вони вийти у відкрите море, як самопочуття Покахонтас різко погіршилось. Судно повернулося в порт, Покахонтас доставили на берег, але вона померла.
Точна причина смерті невідома, але швидше за все це була інфекційна хвороба, натуральна віспа чи туберкульоз, можливо, дизентерія чи пневмонія, але не виключене й отруєння. За словами Рольфа, Покахонтас сказала на смертному одрі: «Всі мусять померти. Але досить того, що моя дитина жива».
Покахонтас поховали в церкві Святого Георгія в Грейвсенді 21 березня 1617 року. Рольф повернулася до Вірджинії, але син Томас залишився з родичами в Англії. Батько Покахонтас був пригнічений, дізнавшись про смерть своєї дочки. Він помер приблизно через рік, і відносини між індіанцями й англійцями швидко зіпсувалися.
Томас виховувався в Англії дядьком Рольфа. По досягненню повноліття він покинув Англію і 1635 року вирушив на батьківщину матері, де незабаром став успішним плантатором.

## У культурі

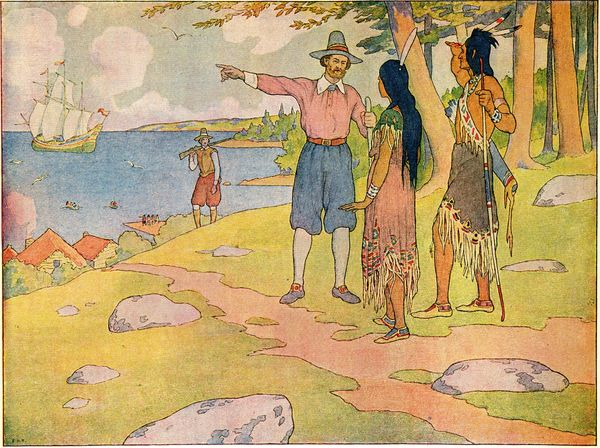
Покахонтас на ілюстрації Елмера Бойда Сміта, 1906 р.

У 1616 році Симон ван де Пасс намалював Покахонтас з натури, проте зобразив її більш світлошкірою. Знизу вигравірувано напис: «Матоака, вона ж Ребекка, донька наймогутнішого князя імперії повхатанів у Вірджинії». Портрет замовила компанія Virginia Company.
У творах про Покахонтас часто робився більший акцент на її стосунках із Джоном Смітом, аніж із Джоном Рольфом. Її образ різноманітний. Від розпусної «дикої жінки» до «шляхетної дикунки» та втілення християнського благочестя.
У Філадельфії в 1808 році відбулася прем'єра п'єси «Індіанська принцеса, або Діва-дикунка» Джеймса Нельсона Баркера про Покахонтас. Хоча деякі критики вважали п'єсу надто драматичною, вона сподобалася глядачам. Сюжет обігрував життя Покахонтас таким чином, що її стосунки з Джоном Смітом поставали «дозволом» на відбирання індіанських земель колоністами. Свій сюжет Баркер заснував на «Загальній історії Вірджинії» Джона Сміта 1624 року, в якій сумнівалися навіть історики того часу. Невдовзі з'явилися твори-наслідувачі, зокрема «Покахонтас, або Поселенці Вірджинії» (1830), «Покахонтас» (1838) реформатора-утопіста Роберта Дейла Овена, «Лісова царівна» (1844) та «По-ка-хон-тас: Або ніжна дикунка» (1855). Успіх на сцені цих творів надихнув Генрі Водсворта Лонгфелло на написання «Пісні про Гаявату» та Джеймса Фенімора Купера на його пригодницькі оповідання. Пік цих творів припав на час депортації індіанців з їхніх земель. Противники виселення індіанців, як письменниця Себа Сміт, створювали сатири, що підкреслювали іронічний образ Покахонтас, який виправдовував фактичний геноцид. В творах на кшталт «Покахонтас» або «Лагідний дикун» (1855) шляхетний образ Джона Сміта висміювався, і він змальовувався як жадібний розпусник.
Джон Гедсбі Чепмен виконав картину «Хрещення Покахонтас» для Ротонди Капітолія США в 1836—1840 роках. Напередодні громадянської війни в США аболіціоністи стверджували, що Покахонтас є символом можливості расової гармонії, тоді як жителі півдня вказували на неї та Рольфа як на родоначальників південної аристократії.
У 1880-х роках плем'я памункі, частина конфедерації повхатанів, поставило власну театралізовану версію історії Покахонтас. Прийнявши міф про її служіння колоністам, вони проте прагнули утвердити свою ідентичність та право на свою землю.
Багато провідних жителів Вірджинії стверджували, що походять від Покахонтас. На її честь названо «виняток Покахонтас» у Законі про расову доброчесність 1924 року, що дозволяв тим, хто має 1/16 або менше індіанської крові, вважатися «білими».
Пісня «Pocahontas» канадського співака і автора пісень Ніла Янга з його альбому «Rust Never Sleeps» (1979) представляє її як об'єкт чоловічого романтичного бажання, жительку незіпсутої природної Америки.
За мотивами її біографії створено мультфільми студії Walt Disney «Покахонтас» (1995) та «Покахонтас II: Подорож у Новий Світ» (1998), а також італійський анімаційний серіал «Покахонтас: принцеса американських індіанців» (1998).

## Вшанування
- На честь принцеси названий астероїд 4487 Покахонтас.
- Іменем Покахонтас названі ряд населених пунктів США: Покахонтас (у штаті Арканзас), Покахонтас (у Айові), Покахонтас (у Вірджинії), Покахонтас (у Іллінойсі), Покахонтас (у Міссурі). А також округ Покахонтас у Вірджинії.
- Відзначена на Поверсі спадщини Джуді Чикаго.